# Pranab Mukherjee

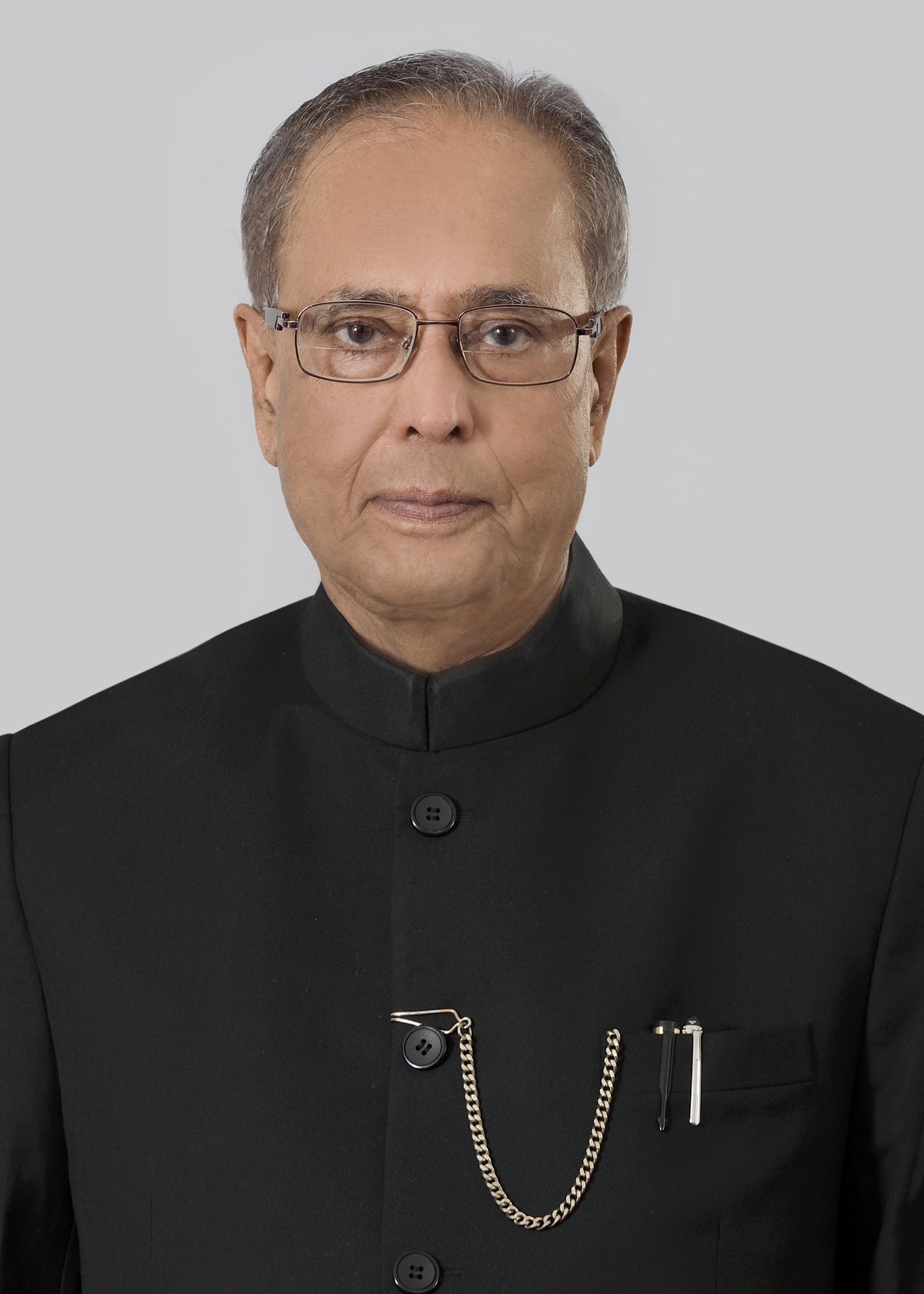
Pranab Mukherjee (2012)

Pranab Kumar Mukherjee (bengalisch প্রনব কুমার মুখার্জী Pranab Kumār Mukhārjī; * 11. Dezember 1935 in Mirati, Westbengalen; † 31. August 2020 in Neu-Delhi) war ein indischer Politiker und vom 25. Juli 2012 bis zum 25. Juli 2017 der 14. Präsident der Republik Indien. Er war Finanzminister im Kabinett unter der Leitung des Premierministers Manmohan Singh. Am 26. Juni 2012 trat er vom Amt des Finanzministers zurück und wurde bei der indischen Präsidentschaftswahl am 19. Juli 2012 als Kandidat der regierenden Kongresspartei mit großer Mehrheit gewählt.
Mukherjee war Parteiführer der Kongresspartei in der 14. Lok Sabha und als kompetenter Parteifunktionär und loyaler Unterstützer der Gandhi-Familie bekannt.
Er studierte Rechtswissenschaften an der Calcutta University und begann seine Karriere als Rechtsanwalt und Universitätsdozent.
Er war auch Absolvent der Geschichts- und Politikwissenschaften.

## Jugend
Pranab Mukherjee wurde im Dorf Mirati im westbengalischen Distrikt Birbhum als Sohn von Kamada Kinkar Mukherjee und Rajlakshmi Mukherjee geboren. Sein Vater war bereits früh im Indischen Nationalkongress aktiv, ein engagierter und zeitweise inhaftierter Aktivist der Unabhängigkeitsbewegung und nachmaliger Bediensteter des Indischen Außenministeriums.
Am 13. Juli 1957 heiratete er Suvra Mukherjee, mit ihr hatte er zwei Söhne und eine Tochter.

## Politische Laufbahn
Mukherjee konnte auf eine politische Laufbahn von mehr als vier Jahrzehnten zurückblicken, beginnend mit seiner Wahl zur Rajya Sabha im Jahre 1969; in seiner Funktion wurde er mehrmals wiedergewählt, zuletzt 1999. 1973 wurde er als Vizeminister für industrielle Entwicklung Kabinettsmitglied. Seine erste Vereidigung war eher ein Zufall, als er als Zeuge der Vereidigung von Ministern anwesend war. Die Zahl der zu vereidigenden Funktionäre wurde als Unglück verheißend angesehen; so wurde Mukherjee kurzerhand mitvereidigt.
Doch Mukherjee erwies sich als fähiger Politiker und wuchs in Kompetenz und Ansehen und erlangte schließlich das bedeutende Amt des Finanzministers von 1982 bis 1984. 1984 wurde er in dieser Funktion im Rahmen einer Umfrage als der weltbeste Finanzminister gewählt.
Nach dem Tode Indira Gandhis überwarf er sich mit ihrem Nachfolger Rajiv Gandhi, wodurch er seinem Kabinett nicht mehr angehörte und die Partei kurzzeitig verließ. Nach einer Periode der politischen Emigration trat Mukherjee 1989 der Partei wieder bei und setzte seine politische Karriere fort; P. V. Narasimha Rao ernannte ihn zu einem stellvertretenden Vorsitzenden der Planungskommission und später zum Bundesminister. Bereits von 1995 bis 1996 war Mukherjee das erste Mal Außenminister in Raos Kabinett. 1997 wurde er mit dem Titel „Außergewöhnlicher Parlamentarier“ geehrt.
Mukherjee genießt hohen Respekt in seiner Partei; Sonia Gandhis Biograf Rasheed Kidwai sagte über ihn: „[…] die führenden Kongressmitglieder betrachten ihn als lebendes Lexikon. Er ist eine Autorität in allen Themenbereichen, von Lebensmittelverarbeitung bis hin zu Diplomatie und Sozialpolitik.“ Als Sonia Gandhi zögerlich das politische Parkett Indiens betrat, war Mukherjee einer ihrer wichtigsten Mentoren.
Am 24. Oktober 2006 wurde er zum Außenminister Indiens ernannt. Kurzzeitig war Mukherjee auch als Präsidentschaftskandidat im Gespräch, doch wurde der Plan bald fallen gelassen, weil man den als fähigen Politiker angesehenen Mukherjee nicht im praktisch von Kompetenzen befreiten Amt des indischen Staatspräsidenten verschwenden wollte. Nach der Parlamentswahl in Indien 2009 übernahm er das Amt des Finanzministers.
2008 wurde ihm der Padma Vibhushan verliehen.
Pranab Mukherjee wurde Mitte Juni 2012 von der regierenden Kongresspartei zum Kandidaten für das Präsidentenamt nominiert. Er trat bei der Wahl am 19. Juli 2012 gegen den von der BJP unterstützten P. A. Sangma an; die Amtsinhaberin Pratibha Patil kandidierte nicht für eine zweite Amtszeit. Mukherjee wurde bei der Wahl am 19. Juli 2012 nicht nur von den in der United Progressive Alliance versammelten Verbündeten der Kongresspartei, sondern auch von der Janata Dal (United), Shiv Sena, der Samajwadi Party, zum Teil den kommunistischen Parteien und einigen Abgeordneten der BJP unterstützt.

## Internationale Bedeutung
Pranab Mukherjee war Mitglied im Gouverneursrat des Internationalen Währungsfonds, der Weltbank, der Asiatischen Entwicklungsbank und der Afrikanischen Entwicklungsbank. Später saß er der Group of 24 vor. Er unterschrieb als Vertreter Indiens das Marrakesch-Abkommen, das zur Gründung der WTO führte und unter anderem das TRIPS-Abkommen in Kraft treten ließ (siehe UN Treaty No. 31874, S. 26). 1995 war er der Vorsitzende der SAARC Ministerkonferenz.
Mukherjee starb an Komplikationen einer COVID-19-Infektion.